# Municipio de Five Creeks
El municipio de Five Creeks (en inglés: Five Creeks Township) es un municipio ubicado en el condado de Clay en el estado estadounidense de Kansas. En el año 2010 tenía una población de 123 habitantes y una densidad poblacional de 1,32 personas por km².

## Geografía
El municipio de Five Creeks se encuentra ubicado en las coordenadas 39°21′9″N 97°18′41″O / 39.35250, -97.31139. Según la Oficina del Censo de los Estados Unidos, el municipio tiene una superficie total de 93.28 km², de la cual 92,91 km² corresponden a tierra firme y (0,4 %) 0,37 km² es agua.

## Demografía
Según el censo de 2010, había 123 personas residiendo en el municipio de Five Creeks. La densidad de población era de 1,32 hab./km². De los 123 habitantes, el municipio de Five Creeks estaba compuesto por el 99,19 % blancos, el 0,81 % eran de otras razas. Del total de la población el 3,25 % eran hispanos o latinos de cualquier raza.